# Argent Mortgage 300 2004
Argent Mortgage 300 2004 var ett race som var den sjunde deltävlingen i IndyCar Series 2004. Racet kördes den 4 juli på Kansas Speedway. Buddy Rice tog hem sin andra seger för säsongen, efter en tuff kamp med Vitor Meira. Tony Kanaan låg i suget på de bägge, och dök ned under linjen vid mållinjen, men hans monetum räckte inte för att ta sig förbi de bägge ledarna. Rice vinst gjorde at han närmade sig Kanaan i mästerskapet, men dock mindre än 20 poäng.

## Slutresultat
| Plats | Förare            | Team                     | Grid | Kvaltid |
| ----- | ----------------- | ------------------------ | ---- | ------- |
| 1     | Buddy Rice        | Rahal Letterman Racing   | 1    | 26,039  |
| 2     | Vitor Meira       | Rahal Letterman Racing   | 3    | 26,139  |
| 3     | Tony Kanaan       | Andretti Green Racing    | 2    | 26,096  |
| 4     | Dario Franchitti  | Andretti Green Racing    | 9    | 26,225  |
| 5     | Bryan Herta       | Andretti Green Racing    | 10   | 26,281  |
| 6     | Adrián Fernández  | Fernández Racing         | 11   | 26,305  |
| 7     | Hélio Castroneves | Marlboro Team Penske     | 6    | 26,166  |
| 8     | Sam Hornish Jr.   | Marlboro Team Penske     | 4    | 26,149  |
| 9     | Dan Wheldon       | Andretti Green Racing    | 13   | 26,415  |
| 10    | Alex Barron       | Cheever Racing           | 12   | 26,349  |
| 11    | Darren Manning    | Chip Ganassi Racing      | 19   | 26,516  |
| 12    | Scott Dixon       | Chip Ganassi Racing      | 16   | 26,436  |
| 13    | A.J. Foyt IV      | A.J. Foyt Enterprises    | 15   | 26,432  |
| 14    | Ed Carpenter      | Cheever Racing           | 17   | 26,448  |
| 15    | Tomas Scheckter   | Panther Racing           | 5    | 26,164  |
| 16    | Felipe Giaffone   | Dreyer & Reinbold Racing | 14   | 26,422  |
| 17    | Townsend Bell     | Panther Racing           | 7    | 26,202  |
| 18    | Kosuke Matsuura   | Fernández Racing         | 8    | 26,225  |
| 19    | Jeff Simmons      | Patrick Racing           | 20   | 26,593  |
| 20    | Scott Sharp       | Kelley Racing            | 18   | 26,499  |
| 21    | Tora Takagi       | Mo Nunn Racing           | 21   | 26,726  |